# Јесеј (језеро)
Јесеј (рус. Ессей) је језеро у Русији. Налази се на територији Краснојарске покрајине. Површина језера износи 238 km².